# Tres Tabernae
Tres Tabernae war ein antiker Ort in der italienischen Landschaft Latium im Gebiet der heutigen Stadt Cisterna di Latina. Er lag 33 römische Meilen (etwa 50 km) von Rom entfernt an der Via Appia. Zwischen 1993 und 2001 hat man bei Ausgrabungsarbeiten an der Via Appia bei km 58,1 eine Therme und weitere Gebäude freigelegt, die zum ursprünglichen Tres Tabernae gehörten. Im November 2009 erwarb die Gemeinde Cisterna einen Teil des Geländes, um die Ausgrabungen fortzuführen. An der Via Appia soll ein Dokumentationszentrum eingerichtet werden.
Der Ort wird unter anderem in zahlreichen Briefen Ciceros und in der Apostelgeschichte (Apg 28,15 ) erwähnt. In Tres Tabernae wurde der römische Kaiser Severus nach seiner Kapitulation vor Maximian gefangen gehalten und kam dort am 16. September 307 ums Leben. In der Spätantike war Tres Tabernae Bischofssitz; heute ist es ein Titularbistum der römisch-katholischen Kirche.